# 布卡馬
布卡馬是剛果民主共和國的城鎮，由加丹加省負責管轄，位於該國東南部剛果河上游盧阿拉巴河畔，鎮上有河港和鐵路站，2009年人口估計約42,718。
09°12′S 25°50′E / 9.200°S 25.833°E